# ショッピング (アルバム)
『ショッピング』は日本の音楽ユニット井上陽水奥田民生の1枚目のオリジナル・アルバム。1997年3月19日にフォーライフ、Sony Recordsの2社から発売された。

## 概要
デビューシングル「ありがとう」を含む全12曲収録。「月ひとしずく」は小泉今日子、「アジアの純真」はPUFFY提供曲のセルフカバー。
オリコンの集計による累計売上は約35万枚。
CD以外にフォーライフからアナログ盤とカセットテープ、Sony RecordsからMDも発売。

## 収録曲
作詞・作曲：井上陽水・奥田民生（特記以外）
1. 佗び助
  - デモテイクが本番より出来が良かったため、シングル「ありがとう」カップリングは本番のテイク（ボツテイク）、本作はデモテイクが収録。
2. 2 CARS
3. 相当な決意
4. ショッピング
5. 意外な言葉
  - 全てのパートを同時に、一発録りでレコーディングされている。
6. カラフル
7. 2500
  - ギターソロは奥田。
8. AとB
9. 月ひとしずく
  - 作詞：小泉今日子・井上陽水・奥田民生　
  - たまたま隣のスタジオでレコーディングしていたウルフルズのトータス松本とウルフルケイスケが飛び入りで参加。普段ギターを弾かないメンバーも含め、5人で総勢7本のギターダビングを行った。
10. 手引きのようなもの
  - TBS系「NEWS23」エンディングテーマ。本作は井上ボーカルだが、奥田ボーカルも存在（『BETTER SONGS OF THE YEARS』収録）。「NEWS23」では両方のバージョンが交互に流れた。井上が『UNITED COVER』でセルフカバーしている。
11. ありがとう
  - デビューシングル。
12. アジアの純真
  - 作詞：井上陽水　作曲：奥田民生

## 参加ミュージシャン
- 井上陽水 - ボーカル (#1, 3, 4, 6, 8, 10-12) 、パーカッション (#7)、ノイズ (#7)、ハンドクラップ (#8, 11) 、バッキング・ボーカル (#9, 11)
- 奥田民生 - ボーカル (#1, 2, 4, 5, 7, 9, 11, 12) 、バッキング・ボーカル (#3, 8, 9, 11) 、エレクトリック・ギター (#1, 3, 7-9, 11, 12) 、アコースティック・ギター (#2, 3, 6, 7, 9-11) 、シンセサイザー (#3, 4)、マンドリン (#7) 、テルミン (#7) 、パーカッション (#7)、ノイズ (#7)、ハンドクラップ (#8, 11) 、ドラムス (#9)
- 古田たかし - ドラムス (#1-5, 7-12) 、パーカッション (#6, 7, 10)、ノイズ (#7)、アコースティック・ギター (#9)
- 長田進 - エレクトリック・ギター (#1-5, 7-9, 11, 12) 、アコースティック・ギター (#6, 7, 9, 10) 、パーカッション (#7)、ノイズ (#7)
- 根岸孝旨 - ベース (#1-3, 5-12) 、パーカッション (#7, 10)、ノイズ (#7)、バッキング・ボーカル (#8) 、アコースティック・ギター (#9) 、ジューズ・ハープ (#12)
- 斎藤有太 - エレクトリックピアノ (#1, 5)、シンセサイザー (#2, 4, 7, 9, 10, 12)、オルガン (#3, 6, 9, 11) 、パーカッション (#7)、ノイズ (#7)、ピアノ (#8, 10-12)、ハンドクラップ (#8) 、チェンバロ (#11)
- 河合マイケル - パーカッション (#2, 6-12)、ハンドクラップ (#8, 11)
- 山岸ケン - ハンドクラップ (#8, 11) 、アコースティック・ギター (#9) 、バッキング・ボーカル (#11)
- トータス松本 - アコースティック・ギター (#9)
- ウルフルケイスケ - アコースティック・ギター (#9)
- ABEX GO GO - バッキング・ボーカル (#11)
- EACH MOORE - バッキング・ボーカル (#11)